# Théorème de Krull
Ne doit pas être confondu avec d'autres théorèmes de Krull.
En algèbre commutative, le théorème de Krull est un résultat fondamental établissant l'existence d'idéaux maximaux pour les anneaux commutatifs. Il a été démontré en 1929 par le mathématicien allemand Wolfgang Krull. Relativement à la théorie de Zermelo-Fraenkel, le théorème de Krull équivaut à l'axiome du choix.

## Énoncé
Pour tout idéal propre I d'un anneau commutatif unifère A, il existe au moins un idéal maximal de A contenant I.
(Lorsque l'anneau quotient A/I est fini, cette existence est immédiate.)
Un énoncé  équivalent est que tout anneau commutatif unifère non nul possède au moins un idéal maximal (a fortiori au moins un idéal premier). 
Krull avait démontré ce résultat en utilisant le théorème du bon ordre, équivalent à l'axiome du choix. Max Zorn, alors qu'il ignorait l'article de Krull en donne une autre démonstration publiée en 1935 utilisant ce que l'on appelle maintenant le lemme de Zorn, autre équivalent de l'axiome du choix, dans l'article où il introduit ce dernier et en donne de nombreuses applications à l'algèbre.
Répondant à une question posée par Dana Scott, Wilfrid Hodges démontre en 1978 que le théorème de Krull équivaut à l'axiome du choix, dans la théorie de Zermelo-Fraenkel,

## Conséquences
- Soit A un anneau commutatif non réduit à 0. Le spectre de A n'est pas vide.
- Le théorème de Krull permet de montrer l'existence de la clôture algébrique d'un corps commutatif[7]. Ce résultat est cependant antérieur au théorème de Krull, il est dû à Ernst Steinitz en 1910 qui le démontre à l'aide du théorème de Zermelo[8]. Il peut se démontrer directement à partir du lemme de Zorn[9].
- Un élément d'un anneau commutatif est inversible si et seulement s'il n'appartient à aucun idéal maximal.En effet, un élément a de cet anneau A est non inversible si et seulement si l'idéal aA est distinct de A c'est-à-dire, d'après le théorème de Krull, si et seulement s'il est inclus dans un idéal maximal.